# Maite (Vorname)
Maite bzw. Mayte ist ein weiblicher Vorname.

## Herkunft und Bedeutung
Maite ist eine spanische Zusammenziehung aus María Teresa (Maria Theresia). Der Name kann auch aus dem Baskischen kommen und bedeutet dann „die Liebenswerte“ (als baskische Form zu Amanda).

## Namensträgerinnen
- Mayte Chávez (* 1979), mexikanische Fußballschiedsrichterassistentin
- Maite Kelly (* 1979), irische Popsängerin
- Mayte Martín (* 1965), spanische Flamenco- und Bolero-Sängerin und -Komponistin
- Mayte Martínez (* 1976), spanische Leichtathletin
- Mayte Mateos (* 1951), spanische Sängerin, Tänzerin und Malerin
- Maite Nkoana-Mashabane (* 1963), südafrikanische Diplomatin und Politikerin (ANC)
- Maite Oroz (* 1998), spanische Fußballspielerin
- Maite Perroni (* 1983), mexikanische Sängerin und Schauspielerin
- Maite Zúñiga (eigentlich María Teresa Zúñiga Domínguez; * 1964), spanische Mittelstreckenläuferin
- Judith Maïté Hellebronth (* 1986), deutsch-uruguayische Schauspielerin

### Kosename
- Marie-Theres „Maite“ Nadig (* 1954), Schweizer Skirennfahrerin